# تری‌بورات لیتیم

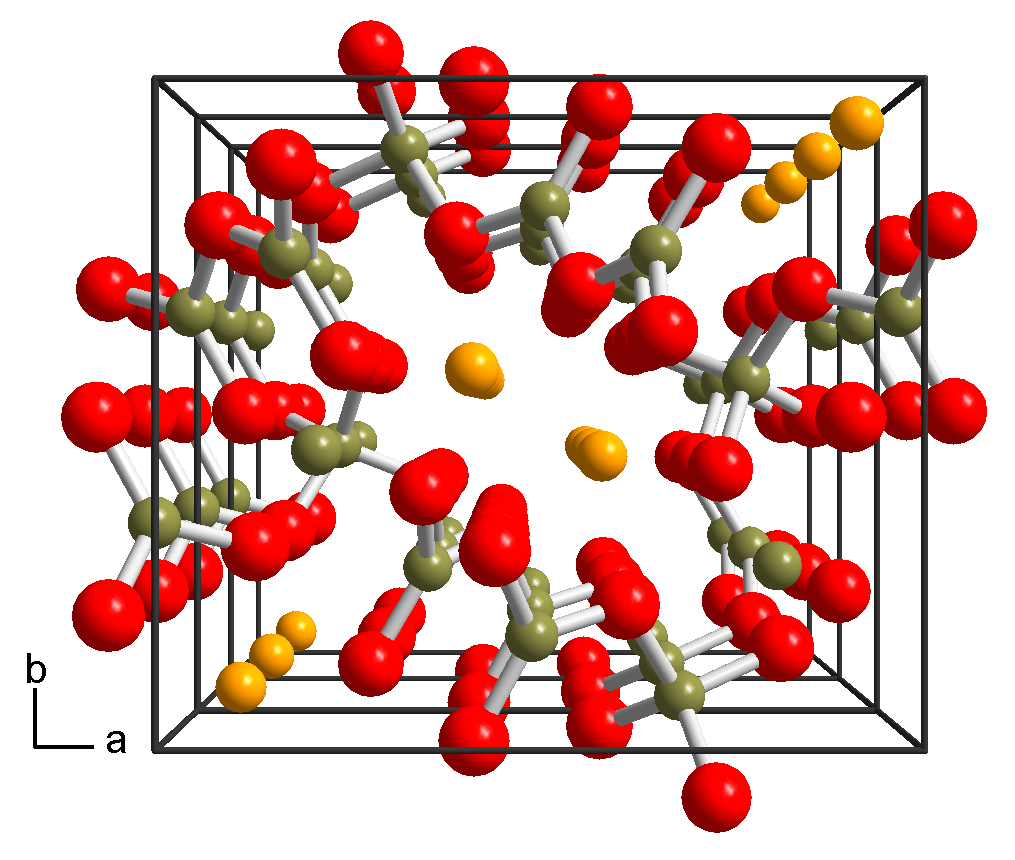
ساختار کریستالی تری‌بورات لیتیم

تری‌بورات لیتیم (به انگلیسی: Lithium triborate) با فرمول شیمیایی LiB۳O۵ یک ترکیب شیمیایی است. شکل ظاهری این ترکیب، بلور بی‌رنگ است.